# Hermann von Kameke (General, 1819)
Hermann Friedrich Wilhelm von Kameke (* 11. April 1819 in Pasewalk; † 6. August 1889 in Berlin) war ein preußischer General der Infanterie.

## Leben

### Herkunft
Er entstammte dem alten pommerschen Adelsgeschlecht von Kameke. Er war der Sohn des späteren preußischen Generalleutnants Georg von Kameke (1770–1837) und dessen Ehefrau Henriette Luise Karoline Lehmann (* 17. Februar 1795; † 20. Oktober 1878). Sein Bruder Georg Arnold Karl (1817–1893) schlug ebenfalls die Militärlaufbahn ein und brachte es zum General der Infanterie sowie zum Kriegsminister.

### Militärkarriere
Nach dem Besuch des Gymnasiums in Stettin trat Kameke am 1. März 1836 in die 2. Artillerie-Brigade der Preußischen Armee ein. 1843 wurde er in die Garde-Artillerie-Brigade versetzt und ab 1. April 1846 als Adjutant verwendet. In dieser Stellung nahm Kameke 1848 an der Niederschlagung des Barrikadenaufstand in Berlin teil. Als Premierleutnant war er vom 1. Juni 1850 bis zum 1. Februar 1853 zum Topographischen Büro kommandiert, wurde im April 1853 Hauptmann und war ab 4. November 1854 als Batteriechef im 8. Artillerie-Regiment tätig. 1859 wurde er Major, 1864 Oberstleutnant und 1865 wurde er zum Direktor der Vereinigten Artillerie- und Ingenieurschule ernannt. Am 9. Mai 1866 wurde er aber als Kommandeur in das Niederschlesische Feldartillerie-Regiment Nr. 5 versetzt.
Während des Deutschen Krieges 1866 kommandierte Kameke die Reserveartillerie des V. Armee-Korps. Er nahm damit an den Kämpfen bei Nachod, Skalitz, Schweinschädel und Gradlitz teil. Für sein Verhalten in der Schlacht bei Königgrätz erhielt er den Kronenorden III. Klasse mit Schwertern. Am 20. September 1866 wurde er zum Oberst befördert und 1868 zum Kommandeur der 8. Artillerie-Brigade ernannt.
Im Krieg gegen Frankreich kommandierte Kameke 1870/71 die Artillerie des VIII. Armee-Korps in den Schlachten bei Spichern, Mars-la-Tour, Gravelotte, Amiens und an der Hallue sowie in den Gefechten bei Berteaucourt und Buchy als auch bei der Belagerung von Peronne. Dafür erhielt er beide Klassen des Eisernen Kreuzes. Am 18. Januar 1871 wurde er zum Generalmajor befördert.
Als solcher erhielt Kameke am 26. Oktober 1872 das Kommando über die 8. Feldartillerie-Brigade und fungierte zeitgleich ab 12. November 1872 auch als Präses der Artillerie-Prüfungskommission. Daran schloss sich am 9. Juni 1874 seine Ernennung zum Inspekteur der 1. Fußartillerie-Inspektion an. In gleicher Funktion erfolgte am 22. September 1877 als Generalleutnant seine Versetzung nach Mainz zur 2. Fußartillerie-Inspektion. Am 3. Mai 1881 wurde Kameke mit dem Charakter als General der Infanterie mit der gesetzlichen Pension zur Disposition gestellt.
Er verstarb unverheiratet und wurde am 9. August 1889 auf dem Matthäifriedhof beigesetzt. Kameke war Rechtsritter des Johanniterordens.